# Romualdo Arppi Filho
Romualdo Arppi Filho (* 7. Januar 1939 in Santos; † 4. März 2023 ebenda) war ein brasilianischer Fußballschiedsrichter. Arppi Filho, der unter anderem das Finale der Fußball-Weltmeisterschaft 1986 zwischen Argentinien und Deutschland sowie Endspiele der Copa América, des Weltpokals, der Copa Libertadores und der brasilianischen Fußballmeisterschaft leitete und von 1963 bis 1990 FIFA-Schiedsrichter war, gilt neben Arnaldo Cézar Coelho als der historisch herausragende Schiedsrichter seines Landes.
Er war auch der Patron Nummer eins von insgesamt nur zehn Patronen der Academia Paulista de Árbitros de Futebol Charles Miller. Unter diesen befinden sich beispielsweise Größen wie die WM-Schiedsrichter Arnaldo Cézar Coelho, der 1982 ebenso ein WM-Endspiel mit deutscher Beteiligung pfiff, José Roberto Wright, Armando Marques sowie der deutsche Fußballpionier Hermann Friese.

## Leben

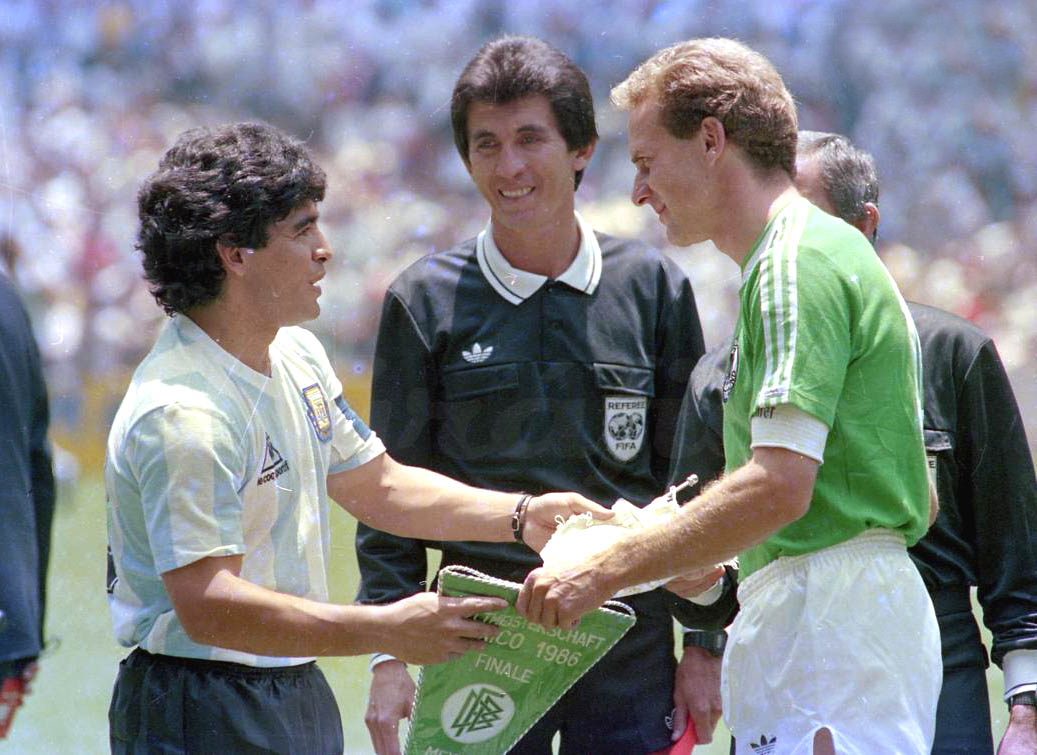
Wimpeltausch beim WM-Finale 1986: Maradona, Linienrichter Berny Ulloa, Rummenigge (v. l. n. r.)

Als Kind betrieb Romualdo Arppi Filho gerne Sport, am liebsten Fußball, aber auch Basketball und Volleyball. Aufgrund seiner eher schmächtigen Statur war ihm aber oft nur die Rolle eines Reservisten beschieden, aber manchmal wurde er auch mit Schiedsrichteraufgaben betraut. Ab seinem 14. Lebensjahr konzentrierte er sich völlig auf die Schiedsrichterei und machte schließlich mit 18 einen Kurs beim Fußballverband des Bundesstaates São Paulo.
Zwei Jahre später, 1959, gab er sein Debüt in einem offiziellen Spiel und nur ein Jahr später leitete er bereits Partien auf nationaler Ebene. 1961 folgte sein erster internationaler Einsatz bei einem Sommerturnier in der uruguayischen Hauptstadt Montevideo, wo er unter anderem Spiele mit den Boca Juniors und dem heimischen Club Nacional pfiff – und dabei einen hervorragenden Eindruck hinterließ. 1962 leitete er das entscheidende Spiel des damals höchstwichtigen Torneio Rio-São Paulo, welches Botafogo FR aus Rio de Janeiro mit 3:1 gegen SE Palmeiras gewann. 1963 meldete der brasilianische Verband den erst 24-Jährigen offiziell als FIFA-Schiedsrichter.
1968 wurde Ganso, die Gans, wie Arppo Filho auch von seinen Freunden genannt wird, bei den Olympischen Spielen in Mexiko eingesetzt. 1973 leitete er das 0:0 im Copa Libertadores Finalrückspiel zwischen CSD Colo-Colo aus Santiago de Chile und dem bonarenser Vorortklub CA Independiente aus Argentinien. 1975 erfolgte sein erster Einsatz bei der Copa América und 1976 pfiff er sein erstes Endspiel der Staatsmeisterschaft von São Paulo wo SE Palmeiras den EC XV de Novembro aus der Provinzstadt Piracicaba mit 1:0 besiegte. 1979 und 1980 folgten weitere Einsätze bei der Copa América und den diesmal in Moskau abgehaltenen Olympischen Spielen. 1984 in Los Angeles war er zum dritten Mal Schiedsrichter bei Olympischen Spielen und leitete sein insgesamt fünftes Spiel bei den Turnieren unter den fünf Ringen – er zog damit mit dem Ungarn István Zsolt gleich, der zwischen 1952 und 1968 bei vier Olympischen Spielen ebenso viele Spiele leitete und ist seither gemeinsamer Rekordhalter.
In den Jahren 1984 und 1985 leitete er auch die Finalspiele der brasilianischen Meisterschaft. 1984 gewann hierbei der Fluminense FC aus Rio gegen den Lokalrivalen CR Vasco da Gama den Titel, während im darauffolgenden Jahr Coritiba FC im Elfmeterschießen gegen Bangu AC aus Rio die Oberhand behielt. Insgesamt obwaltete Arppo Filho bei 254 Meisterschaftsspielen und belegte damit 2010 immer noch den fünften Rang.
1984 hatte er auch einen großen Auftritt auf der internationalen Bühne, als er in Tokyo das Weltpokal-Endspiel zwischen dem Libertadores-Gewinner CA Independiente und dem Sieger im Europapokal der Landesmeister, dem Liverpool FC leitete, wobei sich die Argentinier den Titel mit einem 1:0-Erfolg sicherten.
Es folgte mit der Teilnahme an der Fußball-Weltmeisterschaft 1986 der größte Höhepunkt der Laufbahn von Romualdo Arppo Filho. In der Vorrunde pfiff er dabei das 1:1-Unentschieden zwischen Frankreich und der UdSSR und in der Zwischenrunde den 2:0-Erfolg Mexikos gegen Bulgarien. Bei zwei weiteren Partien fungierte er als Linienrichter. Die Krönung seiner Karriere war aber die Leitung des Endspieles im Aztekenstadion zwischen der Argentinischen Mannschaft um Diego Maradona und Deutschland mit dem Star Karl-Heinz Rummenigge, welches die Südamerikaner mit 3:2 gewannen. Er war dabei nach Arnaldo Cézar Coelho der zweite Brasilianer in Serie, und auch insgesamt, der das WM-Finale leitete.
1987 erfolgte der letzte Höhepunkt seiner Karriere, als er bei seiner dritten Copa América im Estadio Monumental von Buenos Aires das Finale zwischen Uruguay und Chile leitete. In diesem ruppigen Spiel holte sich Uruguay mit einem 1:0-Sieg den 13. Erfolg in diesem Wettbewerb. Arppo Filho verwies dabei jeweils zwei Spieler beider Mannschaften, darunter den Star der Siegermannschaft Enzo Francescoli, des Feldes.
1988 leitete er das Finale beim FIFA-Frauen-Einladungsturnier 1988.
1990, nunmehr 51 Jahre alt, zog sich Romualdo Arppo Filho vom großen Fußball zurück. Insgesamt war er dabei über 27 Jahre hinweg FIFA-Schiedsrichter und konnte auf eine Laufbahn ohne Skandale zurückblicken. Arppo Filho, der im bürgerlichen Beruf Immobilienmakler in São Vicente im Umland von Santos war, hatte sich im eher ländlichen Caldas Novas im Bundesstaat Goiás zurückgezogen. In späteren Jahren kehrte er wieder nach São Vicente zurück. Am 4. März 2023 verstarb er im Alter von 84 Jahren in einem Krankenhaus in Santos, wo er wegen Nierenproblemen in Behandlung war. Er hinterließ seine Frau, drei Söhne und drei Enkel. Am 5. März fand er im Friedhof von Paquetá n Santos seine letzte Ruhestätte.

### Der Spielball des Finales von 1986

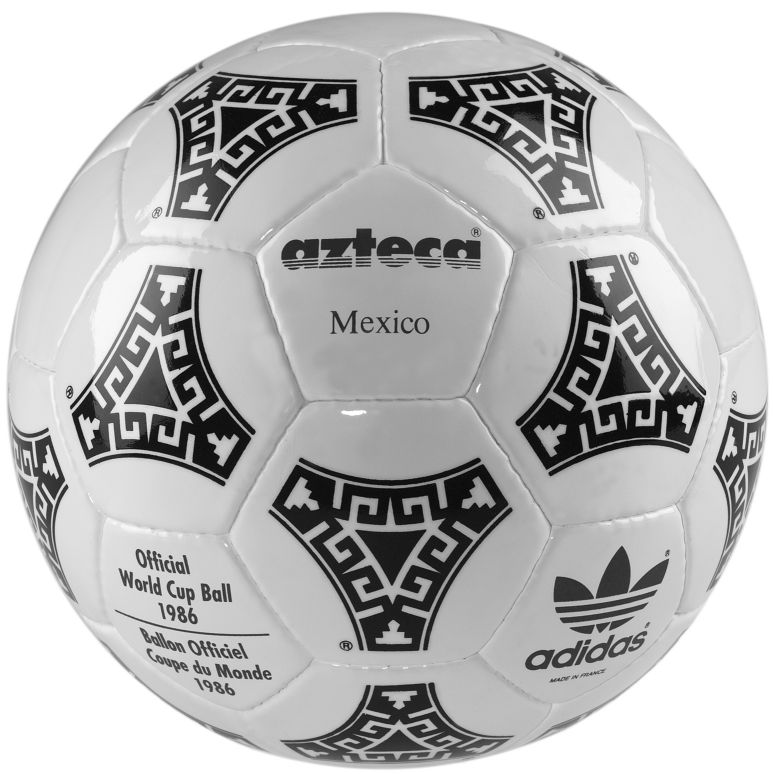
Ein adidas Azteca Ball

Den seinerzeitigen Gepflogenheiten entsprechend ging der Spielball des Finales – damals wurde mit nur einem Ball gespielt, es sei denn, dieser ging kaputt – nach der Partie in den Besitz des Schiedsrichters über. Arppi ließ die Linienrichter Erik Fredriksson und Berny Ulloa ihre Autogramme auftragen und brachte auch seine eigene Unterschrift auf dem eigens für das Turnier geschaffenen adidas-Azteca-Ball an. Kurz vor seinem Ableben Anfang März 2023 verbrachte Arppi den Ball an ein englisches Auktionshaus, wo der Ball wenige Tage nach dem Tod des Schiedsrichters für 36.000 Pfund Sterling plus Provision und Mehrwertsteuer versteigert wurde.

## Statistik
- Fußball-Weltmeisterschaft: Finale 1986
- Copa América: 1975, 1979, Finale 1987
- Olympische Spiele: 1968 1980, 1984 / insgesamt: 5 Spiele = Rekord
- Weltpokal: Finale 1984
- Copa Libertadores: Finale 1973
- Brasilianische Meisterschaft: Finales 1984, 1985 / insgesamt: 254 Spiele = Platz 5
- Staatsmeisterschaft von São Paulo: Finales 1976, 1980